# 朱加斯特拉
48°20′33″N 28°38′21″E / 48.34250°N 28.63917°E
朱加斯特拉（烏克蘭語：Джугастра），是烏克蘭的村落，位於該國西南部文尼察州，由圖利欽區負責管轄，始建於1790年，面積3.78平方公里，海拔高度164米，2001年人口724，人口密度每平方公里191.64人。